# Fédération des entreprises d'insertion
 (août 2014).
Si vous disposez d'ouvrages ou d'articles de référence ou si vous connaissez des sites web de qualité traitant du thème abordé ici, merci de compléter l'article en donnant les références utiles à sa vérifiabilité et en les liant à la section « Notes et références ».
Le Comité national des entreprises d'insertion, devenu en 2014 la Fédération des entreprises d'insertion, est une fédération représentant les entreprises d'insertion (EI) et les entreprises de travail temporaire d'insertion de France.

## Présentation
La Fédération des entreprises d'insertion rassemble des entrepreneurs qui ont en commun de mettre leur projet économique au service d'une finalité sociale : l'insertion sociale et professionnelle des personnes éloignées de l'emploi.
La fédération représente ses adhérents auprès des pouvoirs publics et des organisations professionnelles, accompagne leur développement et mutualise leurs expériences, avec l'appui de 13 délégations régionales.
Les entreprises d'insertion (EI) et entreprises de travail temporaire d'insertion (ETTI) font partie de l'Insertion par l'activité économique, avec les ateliers et chantiers d'insertion (ACI) et les associations intermédiaires (AI).

## Historique
Au cœur des années 1970, éducateurs et services sociaux décident d’agir pour faire émerger une nouvelle idée : allier le social et l’économie, créer une entreprise où l’homme serait au cœur de préoccupations pour faire sortir de l’impasse les jeunes sans qualification et des adultes marginalisés. Ils réalisent rapidement que pour poursuivre, il va falloir se soutenir et s’entraider… Les premières expériences locales de réinsertion par le travail vont trouver une légitimité et un cadre de fonctionnement à travers la circulaire 44, publiée le 10 septembre 1979, relative à l’organisation du travail des handicapés sociaux.
De 1983 à 1988, la DAS qui s’intéresse de près à ces nouvelles formes d’action sociale créé un groupe technique national d‘insertion dont le 1er acte symbolique est de créer ensemble le terme d’entreprise intermédiaire.
Juin 1986 : première réunion nationale des unions régionales (Nord Pas de Calais, Île-de-France, Normandie, Alsace, Midi-Pyrénées et Rhône-Alpes) basée sur des échanges et sur des enjeux locaux. Cependant, le ministère de Philippe Seguin signe deux mois plus tard une circulaire qui ne poursuit pas le soutien accordé aux entreprises intermédiaires. Cela devient le thème central de la 2e réunion des unions régionales afin de trouver des solutions pour survivre et continuer nos actions, et il apparaît primordial qu’une représentation nationale devenait incontournable. Ce sera donc cette crise traversée par les EI de 1986 à 1988 qui va accélérer la création et la structuration du réseau. Une fois unis au sein de ce réseau, les élus peuvent être en prise directe avec les pouvoirs publics et acquérir une force de négociation. Son action va vite s’orienter sur le volet économique : l’EI est un outil de l’action sociale mais pour mener à bien sa mission, elle doit être inscrite dans le champ concurrentiel, ce qui signifie un respect sans failles des règles du marché.
La charte des entreprises d'insertion est votée le 23 mars 1988.
Le 14 avril 1988, est créé le Comité national des entreprises d'insertion (CNEI).
En novembre 2014, le CNEI et les Unions régionales des entreprises d’insertion (UREI) s'associent pour former la Fédération des entreprises d’insertion.

## Chiffres clés
En 2022, la fédération des entreprises d'insertion compte 713 entreprises adhérentes dans 13 régions dont : 
- 467 entreprises d'insertion,
- 227 entreprises de travail temporaire d'insertion,
- 19 entreprises d'insertion par le travail indépendant.

## Activités de plaidoyer
La fédération des entreprises d'insertion est inscrite comme représentant d'intérêts auprès de la Haute Autorité pour la transparence de la vie publique depuis 2018. A ce titre, toutes les activités de plaidoyer sont inscrites au répertoire des représentants d’intérêts.